# Bron över Mississippi
Bron över Mississippi (Le pont sur le Mississipi) är ett Lucky Luke-album från 1994. Det är det 63:e albumet i ordningen, och har nummer 66 i den svenska utgivningen.

## Handling
Lucky Luke och Jolly Jumper anländer till Saint Louis, Missouri, där James Buchanan Eads ihärdigt försöker upprätta en bro över Mississippifloden. Lokala krafter vill dock förhinda att bron färdigställs och efter att Luke blir personligen indragen i konflikterna bestämmer han sig för att bli kvar i Saint Louis till dess bron är färdigställd.

## Svensk utgivning
- Morris; Fauche, Xavier & Léturgie, Jean (översättare: Per A J Andersson) (1994). Bron över Mississippi. Lucky-serien: 66. Malmö: Egmont Serieförlaget. Libris 7674662. ISBN 91-7912-535-2
- I Lucky Luke – Den kompletta samlingen ingår albumet i "Lucky Luke 1992-1994". Libris 10395340. ISBN 978-91-7134-438-0